# 戴洪生
戴洪生（1953年4月26日—），河南正阳人。原名戴鸿生。中国人民解放军中将。
1999年，担任武警部队司令部作战勤务部部长。2002年7月，任武警吉林省总队总队长。2005年5月，调任武警四川省总队总队长。2006年11月，任武警部队副参谋长。2009年12月，任武警部队副司令员；2011年7月，晋升为武警中将警衔。